# (85047) Krakatau
(85047) Krakatau ist ein Asteroid des inneren Hauptgürtels, der am 24. September 1960 von dem niederländischen Astronomenehepaar Cornelis Johannes van Houten und Ingrid van Houten-Groeneveld entdeckt wurde. Die Entdeckung geschah im Rahmen des Palomar-Leiden-Surveys, bei dem von Tom Gehrels mit dem 120-cm-Oschin-Schmidt-Teleskop des Palomar-Observatoriums aufgenommene Feldplatten an der Universität Leiden durchmustert wurden.
Der Asteroid gehört zur Hungaria-Gruppe: Charakteristisch für diese Gruppe ist unter anderem die 9:2-Bahnresonanz mit dem Planeten Jupiter. Der Namensgeber für diese Gruppe ist der Asteroid (434) Hungaria. Die Sonnenumlaufbahn von (85047) Krakatau ist mit mehr als 22° stark gegenüber der Ekliptik des Sonnensystems geneigt.
(85047) Krakatau wurde am 29. Oktober 2012 nach der indonesischen Vulkaninsel Krakatau benannt, die am 27. August 1883 durch eine Eruption fast vollständig zerstört wurde.